# Kirkwood, Missouri
Kirkwood là một thành phố thuộc quận trong tiểu bang Missouri, Hoa Kỳ. Thành phố có diện tích  km², dân số theo điều tra năm 2006 của Cục điều tra dân số Hoa Kỳ là 26.936 người.